# Saint-Cyr-des-Gâts
Saint-Cyr-des-Gâts è un comune francese di 532 abitanti situato nel dipartimento della Vandea nella regione dei Paesi della Loira.

## Società

### Evoluzione demografica
Abitanti censiti